# Tarnina (powieść)
Tarnina – powieść młodzieżowa, napisana przez polskiego pisarza Jerzego Szczygła w 1960 roku. 

## Fabuła
W książce przedstawione są losy chłopców żyjących w czasie II wojny światowej. Zafascynowani książkami postanawiają zbudować schron pod tarniną. Od niej wzięła się nazwa kryjówki i tytuł powieści. Młodzi ludzie muszą radzić sobie w czasach wojny, w niesprzyjających warunkach.